# Serge Branco
Serge Branco (Douala, 11 de outubro de 1980) é um ex-futebolista profissional camaronês que atuava como meio-campista, e que foi campeão olímpico.

## Carreira
Serge Branco disputou as Olimpíadas de Sydney, tendo conquistado a medalha de ouro com os Leões. Depois do torneio, foi pouco lembrado em outras convocações.